# 에드윈 이페아니
에드윈 이페아니 (1972년 4월 28일 ~ )는 카메룬의 전 축구 선수이다.

## 통계
| 카메룬 | 카메룬 | 카메룬 |
| 연도   | 출전   | 골     |
| ------ | ------ | ------ |
| 1994   | 2      | 0      |
| 합계   | 2      | 0      |